# Индийский чекан
Инди́йский чека́н (лат. Copsychus fulicatus) — азиатский вид воробьинообразных птиц из семейства мухоловковых (Muscicapidae), ранее выделяемый в монотипический род Saxicoloides. Выделяют 5 подвидов.

## Распространение
Птица распространена в Южной Азии, в основном в Бангладеш, Индии, Непале, Шри-Ланке. Также вид был завезён в Нью-Йорк (число популяции не установлено), небольшие колонии обнаружены на Мальдивских островах.

## Описание
Половой диморфизм сильно выражен — самки кремового цвета с серым хвостом; самцы — коричневые или чёрные (в зависимости от мест обитания) с белой полосой, протягивающейся продольно на крыле и чёрным хвостом (с оранжевыми перьями). Молодые птицы очень похожи на самок, но на горле есть пятна. Длина тела 6—8 см. 
Питаются насекомыми, но, как известно, ловят лягушек и ящериц, особенно когда кормят молодняк в гнезде.

## Экология
Плотность на 1 км² — 193—240 особей. Соотношение самцов и самок 1,5:1.

## Размножение
Сезон размножения с декабря по сентябрь, меняется в зависимости от региона, пик размножения в мае-июне. Самцы в этот период могут вести себя агрессивно по отношению к другим птицам.
Гнёзда строятся в скалах или в отверстиях в стенах, из мелких веток, волос животных и т. д. Яйца правильной овальной формы, блестящие, пятнистые, с зелёным или розовым оттенком. Птенцы, покрытые чёрным пухом, вылупляются через 10—12 дней. Кормят птенцов оба родителя.

## Подвиды
- Copsychus fulicatus cambaiensis — Пакистан, север и запад Индии и юг Непала[3];
- Copsychus fulicatus erythrurus — северо-восток Индии[3];
- Copsychus fulicatus intermedius — центральная Индия[3];
- Copsychus fulicatus fulicatus — южная Индия[3];
- Copsychus fulicatus leucopterus — Шри-Ланка[3].